# Shōsōin
De Shōsōin is een bekend repositorium dat deel uit maakt van het Todai-ji tempelcomplex in Nara, Japan. Keizer Shōmu (701-756) beval de bouw van het tempelcomplex in het kader van een nationaal project van Boeddhistische tempels. Door de jaren heen vergaarde de tempel vele schatten uit de Tenpyō periode die werden bewaard in de Shōsōin. Deze schatten zijn een rijke bron aan informatie over het leven van de elite in de Nara periode.

## De Shōsōin (正倉院)

### Werelderfgoed
De Shōsōin is een eeuwenoud magazijn, ook wel repositorium genoemd. Het maakt deel uit van de Todai-ji, een Boeddhistisch tempelcomplex in Nara, Japan. De naam van het eeuwenoude magazijn is afgeleid van het naamwoord Shōsō dat vroeger gebruikt werd om een opslagplaats van een tempel aan te duiden. Later werd het woord Shōsōin synoniem voor de opslagplaats van het Todai-ji tempelcomplex. Sinds 1998 maakt de Shōsōin deel uit van de UNESCO werelderfgoedlijst.

### Bouwopdracht
De bouw van dit Boeddhistische tempelcomplex werd bevolen door Keizer Shōmu (701-756), de 45e keizer van Japan. Tijdens de Tenpyō periode, de jaren dat Keizer Shōmu op de troon zat, kende Japan een reeks rampen, politieke problemen en epidemieën. Om die redenen lanceerde Keizer Shōmu een nationaal project van provinciale tempels. Keizer Shōmu meende immers, als fervent voorstander van het Boeddhisme, dat het Boeddhisme zijn centrale autoriteit zou versterken. De Todai-ji in Nara werd benoemd als hoofd van alle provinciale tempels. De bouw van het gigantische tempelcomplex werd na 10 jaar afgerond in 758. Ook de Shōsōin, het magazijn van het tempelcomplex, werd in het midden van de 8e eeuw voltooid, maar men kent de precieze voltooiingsdatum niet. De Shōsōin situeert zich ten Noordwesten van de Daibutsu-den (大仏殿), de grote hal waarin het beeld van de Boeddha Vairocana zich bevindt. Oorspronkelijk waren er meerdere repositoria waarin schatten bewaard werden, maar enkel de Shōsōin is overgebleven.

## Een duurzaam magazijn

### Constructie

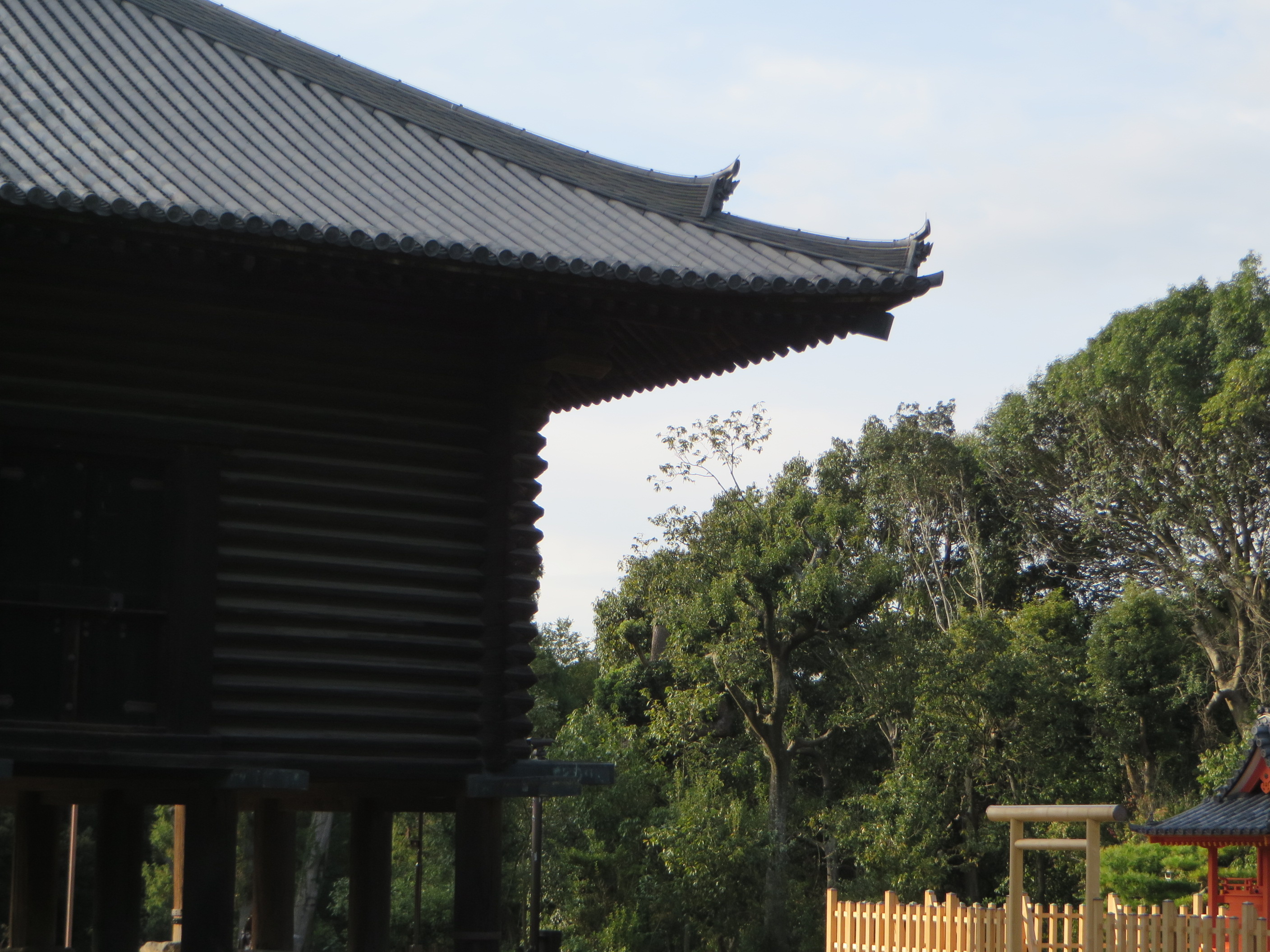
Detail

De Shōsōin op zichzelf is een indrukwekkend houten bouwwerk dat gebouwd is in Azekura-Zukuri, een architecturale stijl die voornamelijk werd gebruikt voor de bouw van graanhuizen en opslagplaatsen. Kenmerkend aan deze bouwstijl is dat er driehoekige, houten balken worden gebruikt die samenkomen in de hoeken. Oorspronkelijk werd de Shōsōin geassembleerd zonder bouten, noch nagels. Dit is enigszins verwonderlijk aangezien het gebouw 14m hoog, 33m lang en 9.4m breed is. Toch was het monteren van de Shōsōin zonder bouten of nagels een vrij logische zet. Het leverde immers een zeer flexibele structuur op die goed bestand is tegen aardbevingen; een natuurfenomeen waar Japan ook in de Nara periode al mee te kampen had.

### Klimaatbeheersing
Aangezien de Shōsōin als opslagplaats voor (vaak kostbare) voorwerpen moest dienen, werd het heel ingenieus gestructureerd opdat een natuurlijke klimaatbeheersing kon ontstaan. Dit werd mogelijk gemaakt door het opheffen van de vloer naar een hoogte van 2.7m. Hierdoor was het houten bouwwerk beschermd tegen vochtigheid van de grond en kon lucht eronder circuleren. Daarnaast zouden de specifiek driehoekige balken van Japanse Cipres in de eerste decennia na de bouw gefunctioneerd hebben als natuurlijke regelaar van het vochtigheidsgehalte en de temperatuur. De artefacten zelf werden bewaard in kisten gemaakt van Cedar hout dat bekend staat om zijn duurzaamheid. Elk van die kisten was 90–110 cm lang, 60–70 cm breed en 40–50 cm hoog. Niet enkel het bouwwerk zelf, maar ook de kisten werden opgeheven van de vloer. De kisten stonden namelijk op 4 poten waardoor lucht er vrijelijk onder kon doorstromen. Bovendien hadden de kisten een luchtdicht deksel waardoor de vochtigheid constant werd gehouden. Al deze vernuftige aanpassingen hebben ervoor gezorgd dat de schatten zo goed bewaard zijn gebleven.

## Het tot stand komen van een riante collectie

### Donaties van keizerin Kōmyō
Keizer Shōmu, die de bouw van het gigantische tempelcomplex in Nara beviel, kon er evenwel niet lang van genieten. Hij was reeds 2 jaar dood toen de bouw in 758 werd afgerond. Zijn vrouw, keizerin Kōmyō, zorgde voor het begin van de keizerlijke collectie van de Shōsōin. In 756, offerde ze namelijk voor de 49e herdenkingsdag van het overlijden van haar echtgenoot meer dan 650 voorwerpen aan de Boeddha Vairocana. Deze voorwerpen kenden verschillende landen van herkomst. Zo waren er objecten uit naburige regio's zoals China, het Koreaanse schiereiland, Indië etc. Maar ook voorwerpen afkomstig uit landen zo ver als Iran, Griekenland, Rome en Egypte maakten deel uit van de collectie. Keizerin Kōmyō offerde nog op drie andere momenten voorwerpen van keizer Shōmu aan de Boeddha Vairocana van de Todai-ji. De door haar geofferde objecten werden opgeslagen in de Hoku Sō of Noordelijke opslag van de Shōsōin. De schatten van de Hoku Sō waren van meet af aan verzegeld door de keizerlijke familie (Chokufū). Dit betekent dat toestemming van de keizerlijke familie nodig was om de Hoku Sō te betreden. Het heeft ook bijgedragen aan het bewaren van de schatten in uitzonderlijke conditie.

### Verhuis van Boeddhistische gebruiksvoorwerpen van de Kensakuin naar de Shōsōin
Ook voorwerpen die de monniken gebruikten tijdens belangrijke Boeddhistische rituelen zoals de inwijdingsceremonie van de Boeddha Vairocana in 752 werden bewaard in de Shōsōin. In 950 werden ook andere Boeddhistische objecten die vooreerst in de Kensakuin waren opgeslagen, verplaatst naar de Nan Sō of Zuidelijke opslag van de Shōsōin. Tot de 19e eeuw was dit deel van de opslag verzegeld door de hoofdpriester van Tōdaiji (Gofū). Zijn toestemming was bijgevolg nodig om de opslag te betreden. In de 19e eeuw werden ook die artefacten Chokufū.
Zoals hierboven vermeld werd de basis van de collectie in de Shōsōin gevormd door de donaties van keizerin Kōmyō. De Boeddhistische voorwerpen van de Tōdaiji zelf die later ook opgeslagen werden in de Shōsōin deden de collectie uitgroeien tot een substantiële 9000 voorwerpen.

### Inventariseren van de schatten
De gedoneerde voorwerpen werden allemaal neergeschreven met een specifieke naam. Dit maakt het identificeren van de schatten van de Shōsōin een stuk makkelijker. Bovendien worden die lijsten nu zelf ook beschouwd als kostbare schatten. Ongeveer 2/3 van de objecten die opgenomen werden in de catalogus van donaties, bestaat nog steeds. Momenteel zijn alle schatten van de Shōsōin verhuisd naar moderne repositoria van het Agentschap van de Keizerlijke Huishouding (Imperial Household Agency) waar ze bewaard worden in volledig gecontroleerde klimaten. Die repositoria werden gebouwd in de 20e eeuw en liggen in het Zuidoosten en Zuidwesten van de Shōsōin. Ze worden dan ook respectievelijk het Oostelijke magazijn en het Westelijke magazijn genoemd. Aangezien de voorwerpen nog altijd verzegeld zijn door de keizerlijke familie, worden ze slechts één keer per jaar tijdens de herfst opengesteld voor het publiek.

## 'Waarde' van de bewaarde schatten

### Soorten artefacten
De artefacten die 1200 jaar in de Shōsōin bewaard zijn gebleven, worden nu beschouwd als cultureel erfgoed. Toch waren het destijds voornamelijk gebruiksvoorwerpen van de elite. De objecten kunnen ingedeeld worden in de volgende categorieën:
- Meubelen (Chōdo Hin)
- Spelletjes (Yūgi gu)
- Muziekinstrumenten (Gakki)
- Kledij en accessoires (Fukushoku)
- Wapens en wapentuig (Buji)
- Boeddhistische voorwerpen (Butsugu)

Naast de gebruiksvoorwerpen zijn er ook nog geschriften (Shoseki) die ons in detail kunnen vertellen over de maatschappij van de Nara periode, het sociale leven, de populatie en sociale, culturele en economische activiteiten.

### Esthetische waarde
Het vakmanschap van ambachtslieden was zeer hoog tijden de Nara periode. Dat is te zien aan de schatten van de Shōsōin. Ook de geïmporteerde voorwerpen hebben een hoge graad van artistieke verfijning. De materialen die gebruikt werden voor het vervaardigen van de objecten, of de objecten zelf, zijn afkomstig uit allerlei gebieden waaronder China, Zuidoost-Azië, Egypte, het Islamitische Rijk etc. Bovendien werd ook een gamma aan technieken gebruikt. Wat betreft de kledij en accessoires zijn er artefacten met weefstijlen uit het Westen van Azië. Ook zijn er glazen voorwerpen met decoratieve patronen erin gekerfd zoals dat populair was destijds in het Oost Romeinse Rijk.

### Historische waarde
De grote waarde van de schatten wordt echter niet enkel duidelijk uit het esthetische. Vele voorwerpen dragen ook inscripties die specificeren waarvoor het voorwerp diende en op welke gebeurtenissen het gebruikt werd. Door deze inscripties te combineren met de documenten die de voorwerpen in de Shōsōin inventariseren, kunnen onderzoekers een beter beeld vormen van de geschiedenis. Ook verkeren de voorwerpen van de Shōsōin, in vergelijking met opgegraven objecten uit de Nara periode in een topconditie. Dit maakt het werk van onder andere muziekarcheologen die het muzikaal gedrag en de muzikale cultuur van de Nara periode willen bestuderen een stuk makkelijker.
De technieken, het vakmanschap en soms de voorwerpen zelf kwamen aan in Japan via de Zijde route. Dit werpt licht op de internationale relaties van Japan tijdens de Nara periode en de kosmopolitische cultuur die er leefde. Men kan dus stellen dat de schatten van de Shōsōin niet enkel een reflectie zijn van de cultuur en de economie van Japan tijdens de Nara periode maar ook van andere delen van de wereld.

## De muziekinstrumenten van de Shōsōin
Onder de schatten die in de Shōsōin bewaard werden, bevinden zich zoals eerder vermeld ook heel wat Gakki, muziekinstrumenten. Dat er zo veel muziekinstrumenten bewaard werden, is te wijten aan het feit dat muziekcultuur erg populair en levendig was tijdens de Nara periode. Zelfs de eerste geschreven kronieken van Japan, de Kojiki (712) en Nihonshoki (720), beschrijven hoe muziek is ontstaan in Japan.
Tijdens de Nara periode adopteerde Japan actief Chinese culturele elementen. Zowel op artistiek, economisch als politiek vlak. Japan, dat aan het einde van de Zijderoute lag, ondervond naast Chinese invloeden ook nog invloeden van andere gebieden. Dit valt op aan de muziekinstrumenten van de Shōsōin. Vele zijn geïmporteerd uit Tang China. Andere dan weer zijn geïnspireerd op de instrumenten afkomstig van Tang China maar versierd met scenes die zich afspelen in exotische oorden zoals Perzië en Indië.
De muziek en dans van het hof in de Nara periode werd Gagaku genoemd en kwam samen met Boeddhisme over naar Japan vanuit China. Voornamelijk de Koto (cither) en de Biwa (luit) met een korte hals werden gebruikt en door buitenlandse muzikanten in de originele stijl bespeeld.